# エイブル・アート
エイブル・アート (Able Art) とは、エイブル・アート・ジャパン（会長、嶋本昭三）が主導する障害者芸術をとらえ直す運動、ノーマライゼーション運動である。この用語が定着した現在では障害者芸術自体をエイブル・アートと呼ばれることもよくあり、運動としての一面を強く出す時には、エイブル・アート・ムーブメントという用語が使われる。
1995年に始まった、日本発の運動である。目的は2つあり、ひとつは、それまで価値の低いものとみられてきた障害者芸術のすばらしさを知らしめ、障害者の地位を高めること、もうひとつは、そうした活動を通して、誰も疎外されたり排除されない社会の実現を目指すことである。近年は障害者芸術ばかりではなく、生きづらさを抱える多様な人たちが抱える問題についても扱うようになっている。
この記事では、エイブル・アート自体についてと、主導するエイブル・アート・ジャパンの活動について解説する。エイブル・アート・ジャパン以外にも、エイブルアート・カンパニーや財団法人たんぽぽの家といったエイブル・アート・ジャパンに関連する団体などが、エイブル・アート・ムーブメントに積極的に関わっている。

## 歴史
エイブル・アート・ジャパンという組織の前身となったのは、日本障害者芸術文化協会である。この団体は、1993年結成の障害者芸術文化ネットワーク準備委員会が1994年に発展解消したもので、奈良市の財団法人たんぽぽの家に事務所を置いていた。結成の中心となったのは、たんぽぽの家の理事長である播磨靖夫である。播磨は、障害者芸術が障害のない人の芸術よりも下に見られる状況に疑問を持ち、1995年にエイブル・アートという語を提唱した。これは、障害者芸術のもつ可能性に着目し、「Able Art（＝可能性の芸術）」という造語を当てたものである（英語として見るとあまり意味をなさない）。播磨は、エイブル・アートには、見る人の「人間性を回復させる」力があると信じ、日本障害者芸術文化協会を、それまでバラバラに活動されてきた障害者芸術の振興運動をつなげる場として組織したのだった。播磨はこの功績により、2010年に芸術選奨文部科学大臣賞（芸術振興部門）を受賞している。
日本障害者芸術文化協会は、設立当初の1995年からいくつもの展覧会をひらき、1997年の「魂の対話 Able Art '97」では、岡崎清子の監修のもと、西垣籌一によるみずのき寮での活動、西村陽平による千葉盲学校での活動を紹介した。1999年の「エイブル・アート'99」では、アウトサイダー・アートの専門家である服部正をチーフ・キュレーターに迎え、「このアートで元気になる」という副題をつけて開催された。この二つの展覧会は反響も大きく、エイブル・アートの名を広めることとなった。
2000年に協会は、エイブル・アート・ジャパンに改称した。

## エイブル・アート・ジャパン
エイブル・アート・ジャパンは以下の節にあげるものの他にも、出版事業や、「エイブル・アート・アワード」と称する助成事業、調査研究、「エイブルアート・オンステージ」をはじめとする舞台関連事業なども行っている。
- 会長 - 嶋本昭三（現代美術家、宝塚造形芸術大学大学院教授）
- 副会長 - 松兼功（作家）、西村陽平（造形作家）
- 常務理事 - 播磨靖夫（財団法人たんぽぽの家理事長）
- 事務局長 - 太田好泰（ミュージアム・アクセス・グループ「MAR」代表）
- 事務局  - 東京都千代田区外神田6-11-14アーツ千代田3331 #208

以下に、エイブル・アート・ジャパンの代表的な事業を挙げる。

### フォーラム
エイブル・アート・ジャパンは、トヨタ自動車との共同主催で、「トヨタ・エイブル・アート・フォーラム」を、1996年から開催してきた。このフォーラムは、エイブル・アート・ムーブメントが地域に根付くことを目的としていた。そのため、同じ地で2年連続で開催されることが特徴で、1年目はシンポジウム、2年目はワークショップで構成される。また、地域住民で運営委員会を組織し、その自主性を重んじている。このフォーラムから、フォーラム終了後もエイブル・アートの活動がその地域で続けられることも多く、活動の裾野を広げる役割も果たしている。たとえば、栃木県那珂川町（旧馬頭町）の「もうひとつの美術館」、静岡県浜松市のNPO法人「クリエイティブサポートLet's」、北海道網走市の団体「アートキューブ」、宮崎県宮崎市の団体「アートステーションどんこや」が挙げられる。このフォーラムでの活動によって、トヨタ自動車は2001年に、企業メセナ協議会のメセナ大賞バリアフリー賞を受賞した。

### アトリエ・ポレポレ
アトリエ・ポレポレは、エイブル・アート・ジャパンが設けたアトリエで、月2回程度活動している。日本障害者芸術協会の一角から始まり、現在では、事務所近くの東京工科専門学校の「テラ・ハウス」をアトリエとして借りている。代表は、アートカウンセラーのサイモン順子がつとめる。健常者、障害者問わず会員を募集し、2002年現在の60名の会員のうち、90パーセントを障害者が占める。毎回、「わたしの手」や「みのり」、「百才の私」といったテーマを出し、そのテーマに基づいた絵を描いてもらうが、テーマに関係なく絵を描くことも自由である。2004年には、会員の絵を展示する「アトリエ・ポレポレ展 ポレフォニー」が、2008年には、「アトリエ・ポレポレ展 ポレポレのひみつ」が開かれた。また、会員の絵を利用してカレンダーが作られ、収益はアトリエ・ポレポレの運営費にあてられている。。所属する代表的な作家に、蔵本裕士などがいる。

### エイブルアート・オンステージ
明治安田生命保険との共同主催で、「エイブルアート・オンステージ」を2003年より開催してきた。これは、障害のある人とアーティストにより創り出される公演芸術への支援プロジェクトである。事業は、全国より団体を公募し毎年支援金を助成する「活動支援プログラム」、活動支援プログラムでの支援先のいくつかを東京で再演する「コラボ・シアター・フェスティバル」、英国の2人の演出家を交互に招き、作品づくりを行う「飛び石プロジェクト」の3つがある。
このプロジェクトにはこれまで、実行委員として演出家の平田オリザや作曲家の野村誠ら、また活動支援先として音楽家の大友良英、林加奈、徳久ウィリアム、演出家の柏木陽、倉品淳子、羊屋白玉、ダンサーの砂連尾理、山田珠実などが関与している。

## エイブル・アートを支援する企業
1996年頃から、トヨタ自動車を中心とする企業が、メセナの一環として支援を行っていることが、エイブル・アート・ムーブメントの興隆を支えていることは見逃せない。支援を行っている企業は上述のトヨタ自動車のほかに、じゃらんnet（リクルート）、近畿労働金庫（近畿ろうきん）、大成建設、富士ゼロックス、明治安田生命保険、NECが挙げられる。

## エイブル・アートへの評価と問題
エイブル・アートの価値判断の難しさと、制作現場の環境を整える必要があることを、東京都美術館館長の真室佳武は挙げる。障害者の作品の制作環境は、自立支援の福祉政策がより整備され、普通の生活が送れる中で行われなければならないことも指摘している。また真室は、エイブル・アートの展示をひろめるために、専門の学芸員の養成と資金の調達、展示会場のバリアフリー化が必要であることを述べ、支援する企業への依存が大きいことを問題点とする。
三菱UFJリサーチ＆コンサルティング 芸術・文化政策センター研究員の西尾真治は、エイブル・アートが市民へもたらす「社会的インパクト」を見て、社会資源として有効であるとし、市民の芸術運動の質と量を上げることの触媒としての効果を期待する。また、西尾は、ユニバーサルデザインの意義の重要性を述べ、行政の文化支援政策において誤解されがちなユニバーサルデザインというものに、共通する意味合いを持つエイブル・アートが、見直す鍵になることを期待する。そこで、エイブル・アートへの、行政の積極的な参加を求めている。
一方、自身もエイブル・アートにかかわった経験を持つ、アウトサイダー・アートの専門家で兵庫県立美術館学芸員の服部正は、エイブル・アート自体に批判的である。服部は、1999年の「エイブル・アート 99'」にチーフ・キュレーターとして参加し、期待を込めて「このアートで元気になる」という副題を命名した。しかし、以降、協会の活動が社会福祉運動に方向性を決めたことを分析して、エイブル・アートに失望したことを告白する。福祉施設発の運動、エイブル・アートが、芸術を通した、障害者の地位向上、環境の向上を目指す社会運動であり、服部の、その作品自体とその閲覧者を重視する立場とは相容れなかったという。

## 脚註
1. ↑  メセナ大賞 2001 - 企業メセナ協議会公式ウェブサイト内
2. ↑  2008年まいにちにっこりカレンダー - 蔵本裕士の画、販売元のゆいびと公式サイト内
3. ↑  トヨタ・エイブルアート・フォーラム - エイブル・アート・ジャパン公式サイト内
4. ↑  社会福祉へ募金＋じゃらんグッズ - じゃらんnet内、じゃらんポイントによる寄附
5. ↑  エイブル・アート近畿2008「ひと・アート・まち 奈良」開催のご案内 - 近畿ろうきん公式サイト内。近畿ろうきんは毎年、エイブル・アート近畿を主催している。
6. ↑  エイブル・アート・アワード - エイブル・アート・ジャパン公式サイト内、1998年から2003年まで、助成事業のエイブル・アート・アワードの協賛企業
7. ↑  富士ゼロックス株式会社 ボランティア活動を支えるしくみ‐端数倶楽部 - 富士ゼロックス公式サイト内、社内ボランティア団体の端数倶楽部の取組みを紹介するページ。端数倶楽部は、エイブル・アート・アワードと、エイブル・アート・ワークッショプの協賛をしている。
8. ↑  エイブルアート・オンステージ｜障害者福祉｜明治安田生命 - 明治安田生命公式サイト内、エイブルアート・オンステージ。
9. ↑  NEC、障害者による書の作品展“ABLE ARTの世界@NEC”をウェブ上で開催 - ASCII24 2000年1月14日、NEC が開設していたギャラリーサイト、DEVAN の期間限定特設コーナーであった。その後、DEVAN 自体も閉鎖
10. ↑  真室 (2002)pp.14 - 15.
11. ↑  西尾 (2002)pp25 - 28. 西尾 (2003)pp.22 - 27
12. ↑  服部 (2003)pp.129 - 130.